# 十全武功

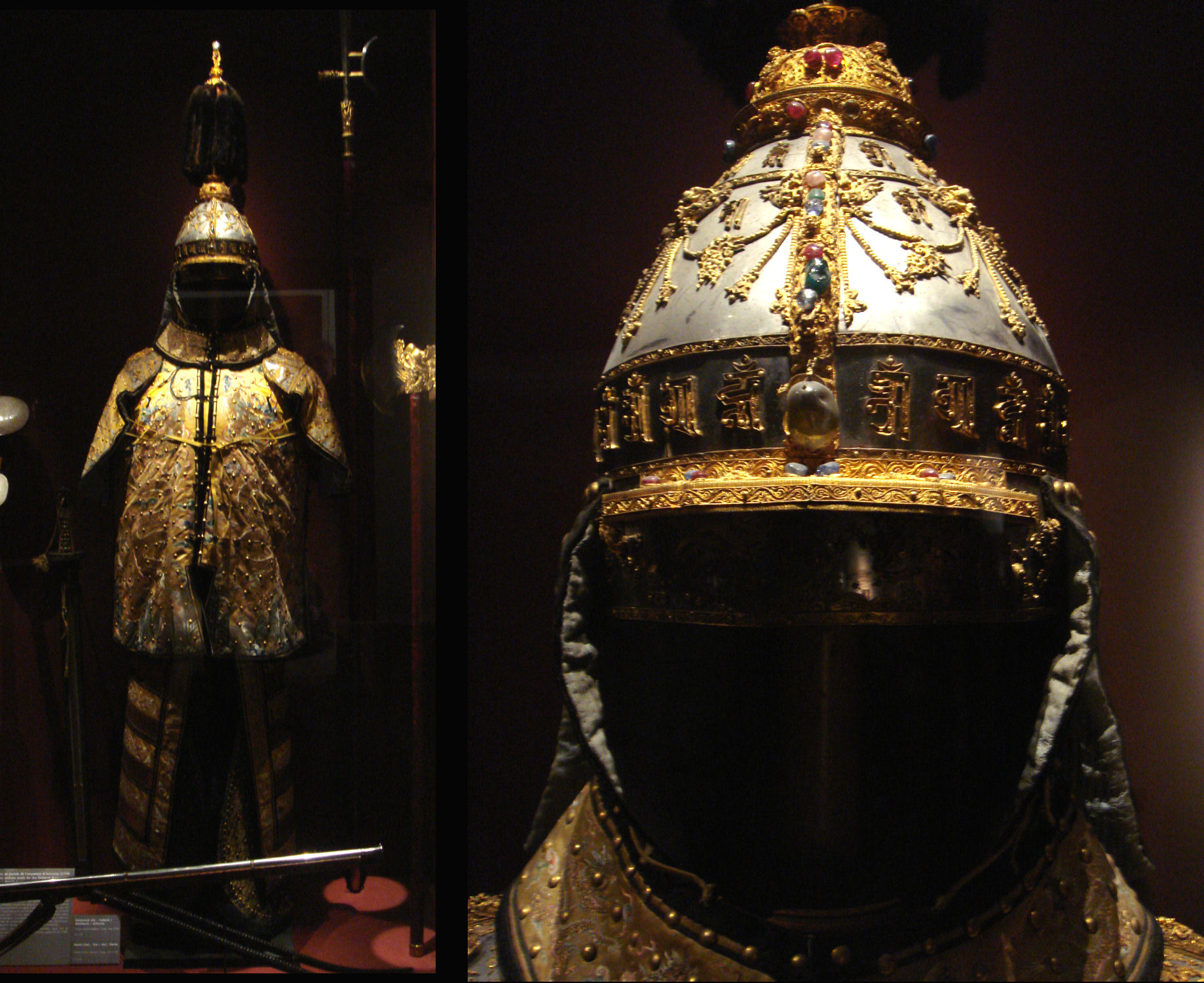
乾隆御用的盔甲，2007年摄于巴黎军事博物馆

十全武功是指《十全武功記》所提及的中国清朝乾隆帝在位期間的軍事功績，包括：兩平準噶爾、一平回部（今新疆南部），兩定金川（今四川西北部），兩征廓爾喀（今尼泊爾），一靖臺灣，一征緬甸，一征安南（今越南）。乾隆帝更自稱「十全老人」。

## 十全武功

### 平定準噶爾

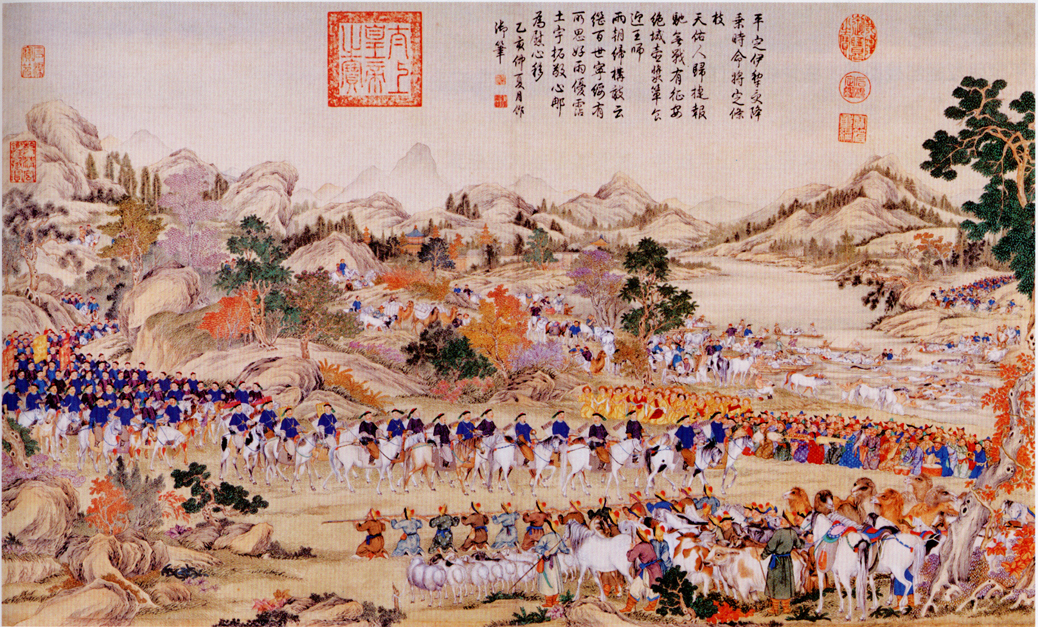
清軍進入伊犁

乾隆十九年（1755年）準噶爾汗國爆發內亂。阿睦爾撒納率部兩萬餘歸降清廷，乾隆帝封阿睦爾撒納親王爵，双亲王俸，又命其為定邊左副將軍，從定邊將軍班第進攻準噶爾。清軍最終生擒達瓦齊汗，準噶爾汗國滅亡。

### 再平準噶爾

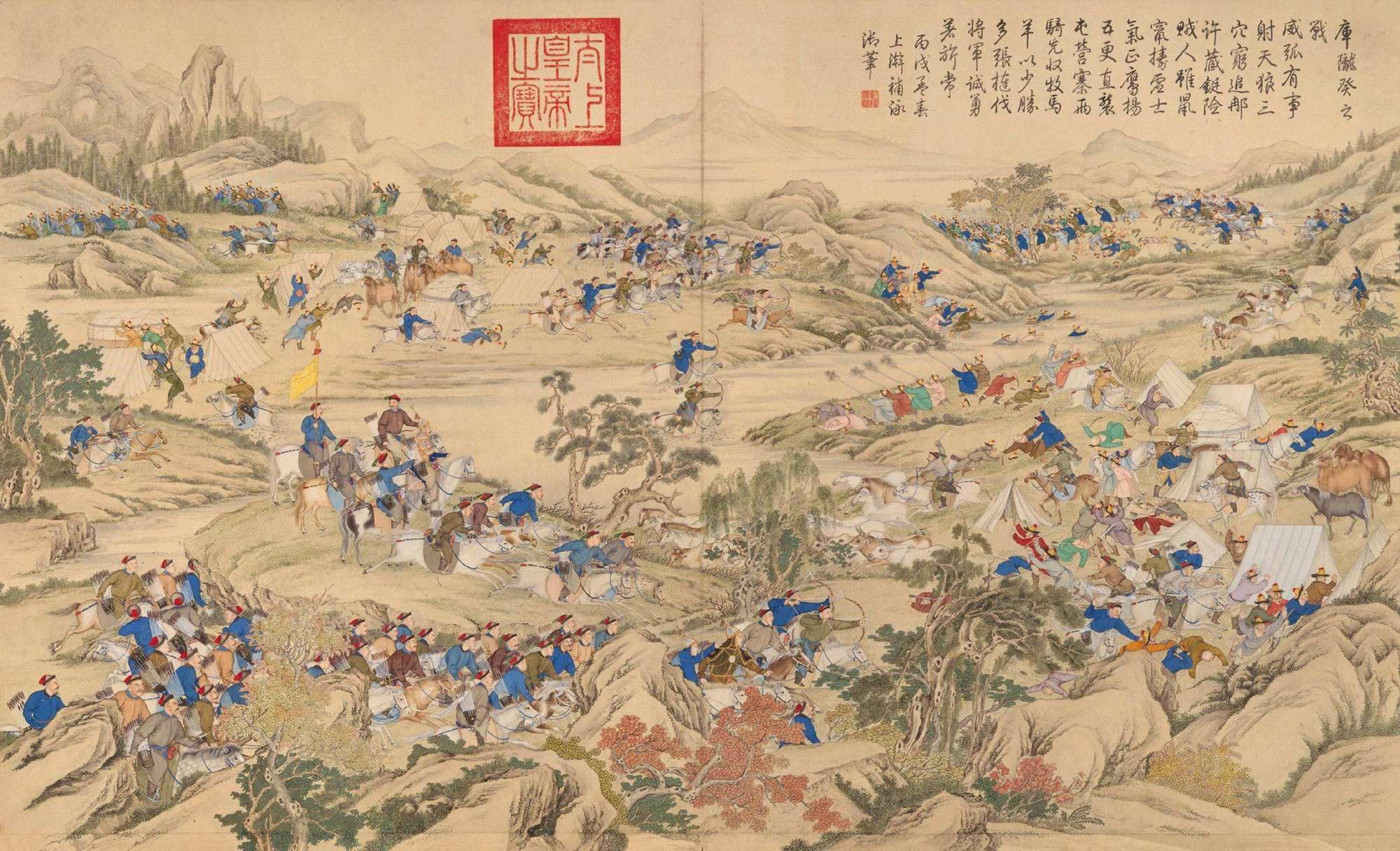
兆惠平阿睦尔撒纳叛亂

乾隆二十二年（1757年）阿睦爾撒納叛亂，清廷派兵征討。阿睦爾撒納逃亡，病卒於俄羅斯。兩次平定準噶爾前後花費二千三百萬兩。

### 平定回部

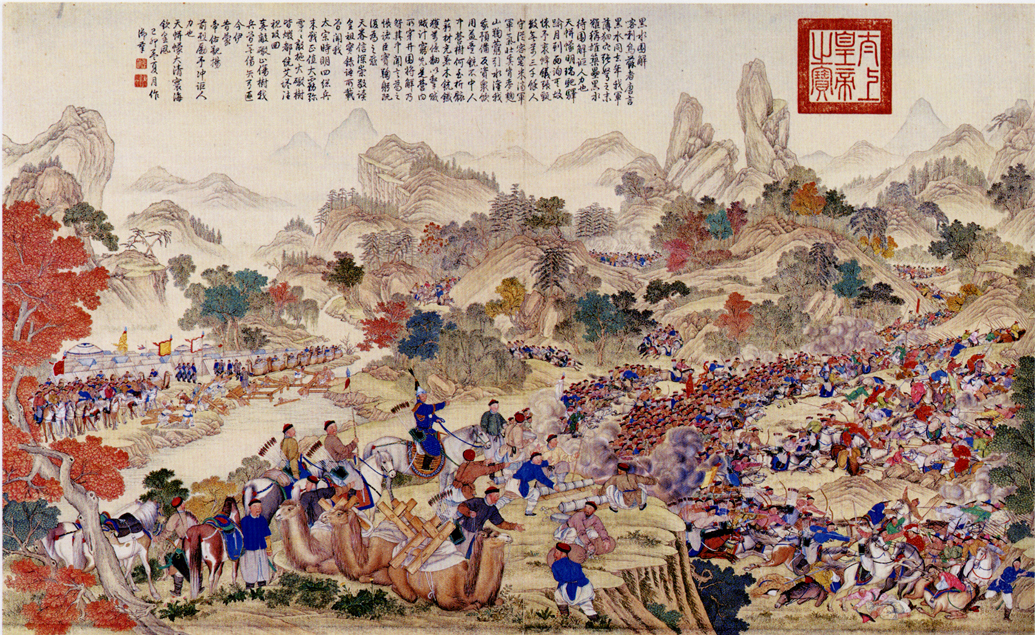
兆惠在黑水突圍

乾隆二十二年（1757年），和卓後裔霍集占、波羅尼都在新疆回部舉兵叛亂，史稱大小和卓之亂。清廷派兵出剿，佔領葉爾羌、喀什噶爾。将军兆惠曾上奏：“我兵杀贼虽多，阵亡亦百余，总兵高天喜、原任前锋统领侍卫鄂实、原任副都统三格、侍卫特通额，俱殁于阵。”

### 平緬甸
乾隆二十七年（1762年）爆發清缅战争；乾隆帝派雲貴總督明瑞進攻緬甸首都阿瓦。清缅战争从1765年到1769年历时四年，前后四次出兵，耗费一千三百多万两，清兵多死於疫病，統帥明瑞亦陣亡。最后一次战争中，清政府任命傅恒再度進攻緬甸。當時有鄭昭在暹邏起義，緬甸苦於兩面作戰。最後緬甸向清軍求和而結束戰爭。

### 兩平大小金川

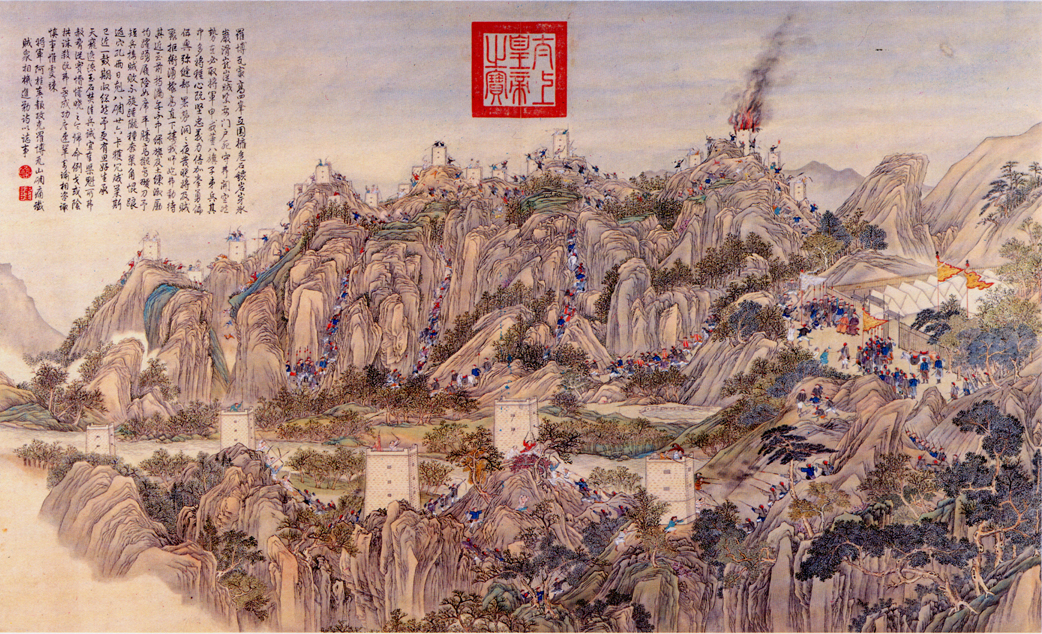
清军攻克罗博瓦山碉

乾隆十二年（1747年），大金川（今四川省阿坝藏族羌族自治州金川县）土司莎羅奔劫持小金川（今四川省阿坝藏族羌族自治州小金县）土司澤旺，起兵反清，清廷任命張廣泗爲川陝總督，前往征討大金川，戰爭持續到乾隆十四年（1749年）十月。
乾隆三十六年（1771年）大金川（今四川金川）索諾木與小金川（今四川小金）僧格桑聯合起兵。乾隆帝命四川總督阿勒泰、桂林前往平定，十二月，清军抵美诺，僧格桑見势穷，入大金川与索诺木合兵。阿桂与温福、丰昇额檄令索诺木交出僧格桑，索诺木不理。
乾隆三十八年（1773年）六月，清軍前敵木果木大營被藏族武士襲破，大小金川聯軍大敗清軍，溫福戰死。當時乾隆帝在熱河，以阿桂爲定西將軍，加派健銳營、火器營、黑龍江及吉林兵增援。乾隆三十八年阿桂前往鎮壓，十月，再度攻佔美諾。
乾隆四十年（1775年）七月，清軍逼近大金川勒乌围，索诺木鴆殺僧格桑，獻屍請降，阿桂不允。是年中秋夜，索诺木逃至刮耳崖（又称噶尔崖、噶拉依，今安宁地），清軍以大炮日夜猛轰，乾隆四十一年（1776年）二月索诺木出降，索诺木被凌迟死，大小金川終於平定，歷時五年，耗費白銀超過七千萬兩。

### 平台湾

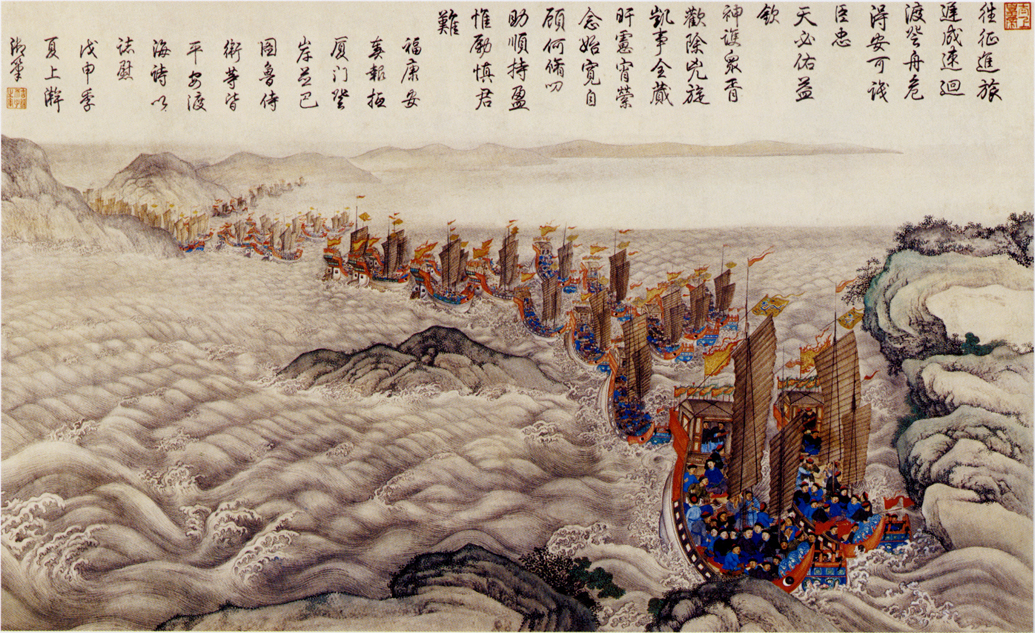
清朝舰队驶离台湾

乾隆五十一年年底（1787年1月），台灣林爽文、莊大田等人以天地会名号起事，建立大盟主政权，即林爽文事件。乾隆五十二年，陕甘总督福康安入台進行镇压，林爽文、莊大田相繼被俘。前後耗費八百萬兩。

### 平安南

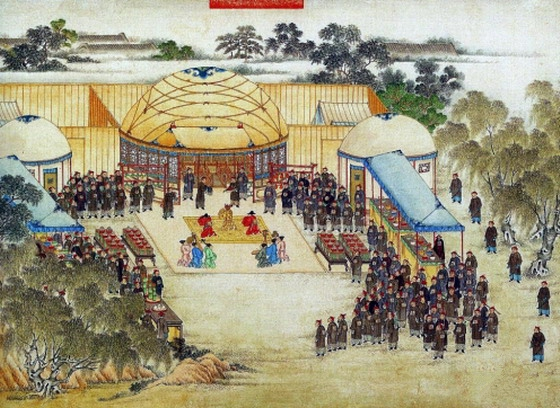
黎昭統帝在孫士毅的軍營接受清朝冊封

乾隆五十四年（1789年）西山阮氏三兄弟推翻廣南國及後黎朝；清廷大軍護送黎維祁到首都昇龍復位，途中遭到阮氏在河內的伏擊。西山阮氏國王阮文惠遣使向清廷謝罪，清廷封阮文惠為新安南國王。安南戰爭約費資一百萬兩。

### 平廓尔喀

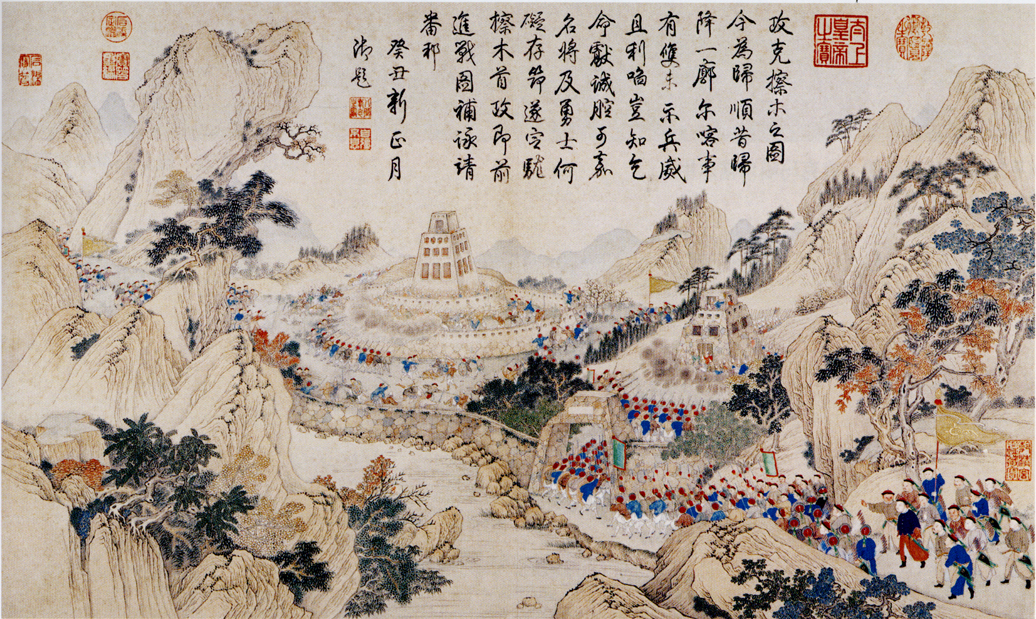
清军攻克廓尔喀的擦木堡垒

乾隆五十六年（1791年）：平尼泊尔；監軍巴忠允諾每年予尼泊爾一萬五千兩贈款，尼泊爾退兵。巴忠向乾隆帝報告廓爾喀已降服。

### 再平廓尔喀
乾隆五十七年（1792年），為催迫達賴支付歲幣，廓尔喀再次侵略西藏，清廷派军鎮壓，尼泊尔归附清廷，第二次廓尔喀之役较之第一次战争表现出持续时间长、战事激烈。《清史稿》中记述“廓尔喀之役，一千有五十二万两”。

## 紀功

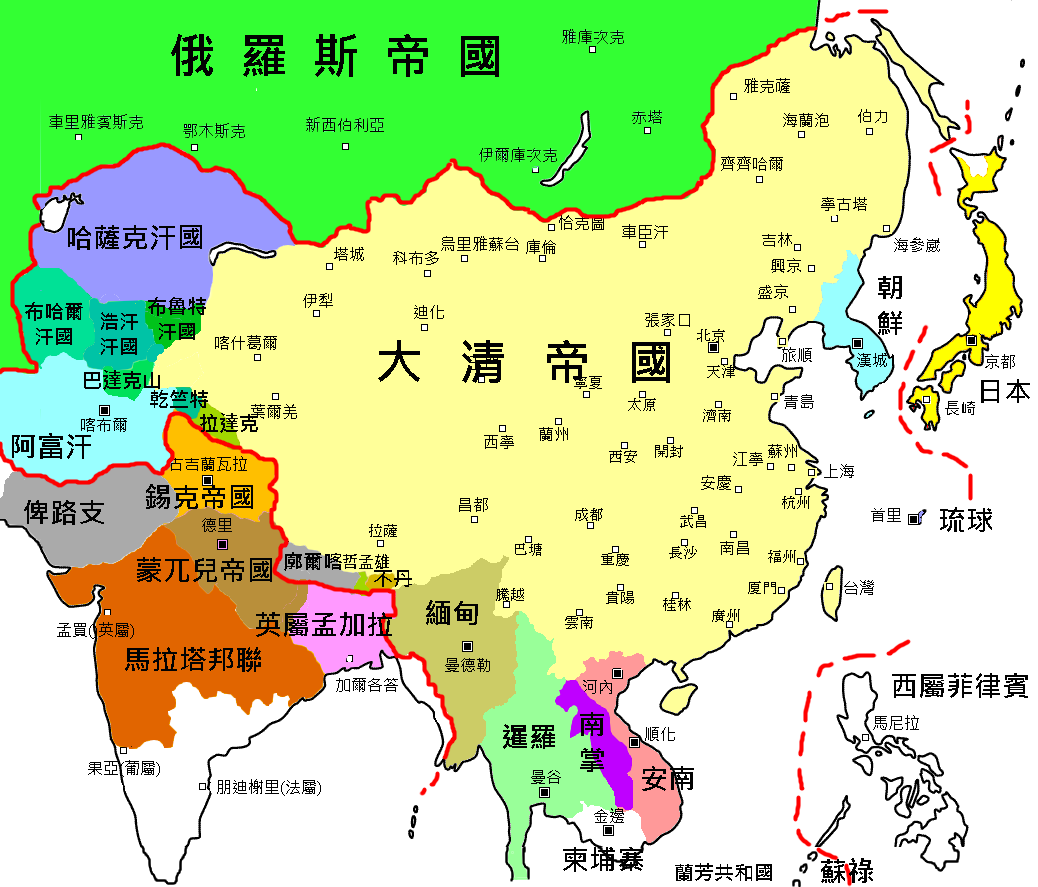
18世紀乾隆時期清朝疆域與藩屬國。

1792年，廓尔喀（今尼泊尔）再次侵入西藏。清政府命福康安等率兵入藏，败廓尔喀兵。清兵凯旋之际，乾隆帝回忆即位后在边疆地区建立的十大武功，因作《十全记》以纪其事：“十功者，平准噶尔为二，定回部为一，扫金川为二，靖台湾为一，降缅甸、安南各一，即今二次受廓尔喀降，合为十”。乾隆帝因此自称“十全老人”。
这十场战争，前後達26年之久，虽以胜利居多，但有些战争其实胜中有败，其過程皆艱苦卓絕；特別是第二次金川之役战况尤為惨烈，两金川僻处川西一隅，人不足三万户，清军用兵五年，旷日持久，陣前双方士卒均死伤慘重，清廷不斷陣前易帥，三十八年，索諾木又叛，猛攻清军木果木大营，此役温福戰死，全师大溃。乾隆再命阿桂为定西将军，分道再举。为了攻破勒乌围的碉楼，乾隆甚至派遣西山健锐营前往戰地助陣，又选派西洋人傅作霖赴金川助阿桂设计先進火炮进剿，“攻破一碉，贼即乘其残垒，退而复筑”，清军以九个月的时间，进行了十分艰难的战斗，才向前推进了二十里的路程；清廷前後战死的官员更是高达千人，“自蚩尤以來，未有鑿凶裂罅、駭目讋魄如茲役者”。十全武功的战争大量損兵折將，總軍費更高達一億三千萬兩，單是大小金川兩次戰爭就耗銀七千萬两。
孟森评价：“高宗（乾隆帝）于新疆定后，志得意满，晚更髦荒。……自此以前，可言武功；自此以后，或起内乱，或有外衅，幸而戡定，皆救败而非取胜矣。”以當時國庫收入，年僅三千餘萬兩，為了應付繁浩的軍費開銷，當時鹽商總計捐輸不下一千三百一十萬兩白銀之巨。乾隆一朝窮兵黷武，中国疆域終於達1453万平方公里，清政府對川南废除土司制度，采取改土归流，设官管理，八年抗戰時國民政府才得以倚賴四川為大後方長期支撐。然又因窮兵黷武，好大喜功，至乾隆晚年，盛世早成强弩之末，民变迭起，其中规模最大者为白蓮教，历时九年，至嘉慶九年始平，耗用軍費更在两亿兩之巨。

### 引用
1. ↑  鄭天挺：《清史探微》416頁載“兩次準噶爾戰爭用去二千三百萬兩”。
2. ↑  鄭天挺：《清史探微》416頁載“緬甸戰爭用九百十一萬兩”。
3. ↑  鄭天挺：《清史探微》416頁載“大金川戰爭用七百七十五萬兩，小金川戰爭用六千三百七十萬兩。”
4. ↑  鄭天挺：《清史探微》416頁載“台灣戰爭用去八百萬兩”。
5. ↑  鄭天挺：《清史探微》416頁載“安南戰爭用一百萬兩”。
6. ↑  《清高宗实录》记载乾隆五十七年四月: “已降旨，令孙士毅即将前次备调川兵三千名迅速派拨，催促带兵将弁克日起程赴藏矣。藏内现备粮食，已足一万五六千人一年有余口粮，此时藏内原有兵丁及派调续调屯、土各兵，并索伦达斡尔兵，统计共有万余。今再加以添调川省兵三千名，亦不过一万三千余名。”
7. ↑  .   [2015-06-20]. （原始内容存档于2011-01-13）.
8. ↑  《清高宗实录·卷1414》
9. ↑  赵翼在《皇朝武功胜记》中写道：“其扼要处必有战碉……于墙垣间以枪石外击，旁既无路，进兵必须从枪石中过，故一碉不过数十人，万夫皆阻”。
10. ↑  魏源在《圣武记》卷七《乾隆再定金川土司记》中述及戰事之艱難：“初，乾隆二十年，平准、回两部，辟地二万余里，用兵五年，用帑银三千余万两。金川地仅千里，不及准、回两部十之一二，而用兵亦五年，用帑银至七千万。功半而事倍者，则以天时之多雨久雪，地势之万夫莫前，人心之同恶誓死，兼三难而有之。方其神施鬼设，伺间出奇，九地九天，霆劈雹骤，或七萃从石缝而出，或千矛随炮声而入，险万阴平，艰百石堡（艱難百倍於唐代石堡），自蚩尤以来，未有凿凶裂罅、骇目詟魄如兹役者！”
11. ↑  賴福順：《乾隆重要戰爭之軍需硏究》
12. ↑  赵翼《檐曝杂记》卷二記載，大小金川兩次戰爭耗费军需银七百七十五万两，实销六百五十八万，移驳一百十七万。
13. ↑  孟森《清史讲义》
14. ↑  王家范《中國歷史通論》，331頁